# A Division 1982-1983 (Irlanda)
La stagione 1982-1983 è stata la sessantaduesima edizione della League of Ireland, massimo livello del calcio irlandese.

## Classifica finale
|  | Pos. | Squadra          | Pt | G  | V  | N | P  | GF | GS | DR  |
|  | ---- | ---------------- | -- | -- | -- | - | -- | -- | -- | --- |
|  | 1.   | Athlone Town     | 65 | 26 | 20 | 5 | 1  | 61 | 24 | +37 |
|  | 2.   | Drogheda Utd     | 49 | 26 | 14 | 7 | 5  | 43 | 18 | +25 |
|  | 3.   | Dundalk          | 48 | 26 | 14 | 6 | 6  | 32 | 17 | +15 |
|  | 4.   | Bohemians        | 46 | 26 | 13 | 7 | 6  | 42 | 26 | +16 |
|  | 5.   | Shelbourne       | 44 | 26 | 13 | 5 | 8  | 50 | 45 | +5  |
|  | 6.   | Shamrock Rovers  | 38 | 26 | 10 | 8 | 8  | 39 | 25 | +14 |
|  | 7.   | St Patrick's     | 37 | 26 | 10 | 7 | 9  | 38 | 38 | 0   |
|  | 8.   | Limerick Utd     | 35 | 26 | 10 | 5 | 11 | 43 | 35 | +8  |
|  | 9.   | Finn Harps       | 35 | 26 | 9  | 8 | 9  | 36 | 33 | +3  |
|  | 10.  | Waterford United | 32 | 26 | 8  | 8 | 10 | 31 | 44 | -13 |
|  | 11.  | Galway Utd       | 26 | 26 | 6  | 8 | 12 | 33 | 44 | -11 |
|  | 12.  | Sligo Rovers     | 21 | 26 | 4  | 9 | 13 | 27 | 48 | -21 |
|  | 13.  | UCD              | 16 | 26 | 4  | 4 | 18 | 29 | 63 | -34 |
|  | 14.  | Home Farm        | 9  | 26 | 2  | 3 | 21 | 24 | 68 | -44 |

Legenda:

         Campione d'Irlanda 1982-1983 e qualificata in Coppa dei Campioni 1983-1984
         Vincitrice della FAI Cup e qualificata in Coppa delle Coppe 1983-1984
         Qualificate in Coppa UEFA 1983-1984
Note:
Tre punti a vittoria, uno a pareggio, zero a sconfitta.

## Statistiche

### Primati stagionali
| Record - Maggior numero di vittorie: Athlone Town (20) - Minor numero di sconfitte: Athlone Town (1) - Miglior attacco: Athlone Town (61) - Miglior difesa: Dundalk (17) - Miglior media gol: Athlone Town (+37) - Maggior numero di pareggi: Sligo Rovers (9) - Minor numero di vittorie: Home Farm (2) - Maggior numero di sconfitte: Home Farm (21) - Peggiore attacco: Home Farm (24) - Peggior difesa: Home Farm (68) - Peggior differenza reti: Home Farm (-44) |